# Delta Tucanae
Delta Tucanae (δ Tuc / δ Tucanae) é uma estrela binária localizada na constelação de Tucana a 267 anos-luz da Terra. O componente principal, Delta Tucanae A, é uma anã de tipo B da sequência principal que tem uma magnitude aparente de 4,51. A estrela companheira está separada da outra por 6,9 segundos de arco, e tem magnitude aparente de 9,3.